# Партия на сръбското единство
Партията на сръбското единство (ССЈ) е бивша дясна националистическа политическа партия в Сърбия, основана през 1993 година от Желко Ражнатович - Аркан. През 1998 година седалището на партията се премества от Белград в Ягодина. След убийството на Желко Ражнатович през 2000 година, председател на партията става Борислав Пелевич. На парламентарните избори през 2000 година, партията изненадващо печели 14 депутатски места, но на проведените парламентарни избори през 2003 година не успява да влезе в парламента. В началото на 2008 година, партията се присъединява към Сръбска радикална партия.